# درونیا رازیزدا ماکسیوتوو
درونیا رازیزدا ماکسیوتوو (به لاتین: Derevnya razyezda Maksyutovo) یک منطقهٔ مسکونی در روسیه است که در باشقیرستان واقع شده‌است.